# マビノ×スタイル
『マビノ×スタイル』は、2005年4月28日にKIDが発売した恋愛シミュレーションゲーム。

## 概要
ゲーム内で挿入されるアニメーションなどはJ.C.STAFFが担当しており、KIDとJ.C.STAFFのタッグにより制作された作品ということができる。CEROレーティング15才以上対象。
当初からメディアミックス展開を視野に入れた作品であり、作品名の「スタイル」という語には「ゲームだけではない、新しいスタイルでのコンテンツを表現する」という意味が込められている。しかし漫画や小説は刊行されたもののアニメ化は達成できず、本作の世界を舞台としたさらなる作品（RPGやネットゲーム）も実現することはなかった。

## ゲームシステム
本作では魔法の鍛錬を行うシミュレーションパートと、ヒロインたちとの会話などが行われるアドベンチャーパートを交互に繰り返しながらストーリーが進行していく。ストーリーの進行はシミュレーションパートで一定のフラグ（主に当該シナリオのメインヒロインに対する好感度）が立つことにより進行する。
シミュレーションパートにおいては、1か月間の予定として以下の6系統の中から週単位で鍛錬を行う魔法を選択する。そのスケジュールに応じて、鍛錬を行った系統の経験値が増加し、レベルが上がるごとに後述するアドベンチャーパートで使用する魔法カードを得る事ができる。
- 飛行系 - 4種類
- 予知系 - 6種類
- 変身系 - 7種類
- 感応系 - 8種類
- 召喚系 - 9種類
- 操作系 - 10種類

シミュレーションパートにおいて一定のフラグが立った場合はアドベンチャーパートにおけるストーリーが進行する。他方、フラグが立たなかった場合は、ヒロインの主人公に対する好感度に影響を与える選択を迫るシミュレーション要素を含むミニエピソードが挿入されて、引き続きシミュレーションパートが繰り返される。
アドベンチャーパートではヒロインたちと会話をしながらストーリーを進めていくことになる。発生するイベントによっては、先述したシミュレーションパートで獲得したカードを選択して使用する場合や、画面上に現れたコマンド（コントローラーのボタン操作）を時間内に入力しなければならない場合がある。
ゲーム中の任意の時点で「デスティニー」の魔法を使うことにより、それまでにたどってきたストーリーの任意の章に戻ることができる。また、選択肢の間違いなどによりいわゆるバッドエンドになった場合にもデスティニーが自動的に発動し、シナリオの開始時点に戻る。どちらの場合も、主人公およびヒロイン達の魔法の熟練度は発動前の値を引き継ぎ、好感度だけがリセットされる。
なお、本作のストーリーは各編におけるメインヒロインの順番は定められているが、その各ヒロインのシナリオが1続きになって全体のストーリーを構成しているため、他のこの系統のゲームにあるようなシナリオの分岐はなく、一本道である。各ヒロインごとのシナリオが終了した段階でシナリオ単位のエンディングが入るが、その後すぐに次のシナリオに進む。この構成は、たとえるならば、アニメーションシリーズの各話の進行に類似している。

## ストーリー舞台設定
ストーリーは地球とは異なる惑星上の、マビノキ魔法学院で展開される。
この惑星では、かつて巨大産業文明が発展し栄華を誇っていたが、約300年前に「妖精事件の夜」と呼ばれる大災害が発生し、この文明は崩壊してしまった。
この災害から人々を救ったのが「トリスメギストスの魔術師」と呼ばれる人たちであり、彼らがこの惑星に魔法文明をもたらした。
マビノキ魔法学院は、「トリスメギストスの魔術師」が創始した魔法学校であり、次元の狭間に存在する。マビノキ魔法学院では、人間は歳をとらず、多くの生徒たちが魔法の修行をしている。本ゲームに登場するヒロインたちも、この学院で魔法の修行をしており、学院の「ギバウス寮」のメンバーである。
本ストーリーでは、主人公と各ヒロインの間で親交を深めながら、この世界の秘密や、主人公の御神楽圭がなぜこの世界に召喚されたかといった謎を追究する展開となる。

## 登場キャラクター
御神楽圭（みかぐら けい）
声：羽多野渉
主人公。16歳。理由は不明だがマビノキ魔法学院に召喚されてしまう。
ノゾミ・Guigelf・天織（ノゾミ・ギゲルフ・あまおり）
声：升望
4月18日生まれ。血液型O型。身長155cm。3サイズはB80、W55、H82。
マビノキ魔法学院の創立者にして伝説的な光の魔導師アーサー・ギゲルフ・レヴィの娘であり、高い潜在能力を持つが魔力を制御する事が出来ず、使いこなせていない。魔法を失敗してしまい、なぜか圭を学院に召喚してしまった。その事に責任を感じ、自分の力で圭を元の世界に戻そうと努力する。明るく活発で裏表が無い性格。趣味は料理だが腕前は殺人的。魔法アイテムは極楽風琴鳥のワンド。
トモミ・Orlin・檜山（トモミ・オーリン・ひやま）
声：生天目仁美
5月8日生まれ。血液型A型。身長162cm。3サイズはB82、W56、H84。
ギバウス寮の寮長。寮内での先輩格。学院トップの成績を修める優等生で、相当な努力家でもある。責任感が強く、自分にも他人にも厳しい性格。幼馴染のノゾミにだけは甘く、彼女を溺愛している。ノゾミと仲の良い圭を何かと目の仇にする。魔法アイテムはハシバミのステッキ。
アキラ・Anton・真柴（アキラ・アントン・ましば）
声：渡辺明乃
10月4日生まれ。血液型B型。身長165cm。3サイズはB76、W57、H78。
ハードボイルド志望の自称探偵。一人称は「オレ」。探偵だった父の跡を継ぎ、寮内に探偵事務所を開いている。高い魔力を持つが何故か使おうとはせず、趣味で集めた銃に頼る事が多い。姉御肌で頼りになる性格。魔法アイテムは金枝の剣。
ことり・Nenem・木ノ下（ことり・ネネム・きのした）
声：長谷川静香
9月14日生まれ。血液型A型。身長145cm。3サイズはB72、W52、H76。
引っ込み思案な性格の、魂が宿ったホムンクルス。あらゆる能力に秀でた優等生だが人見知りの上に男の人が苦手。奇抜な道具を作ったり、薬草を煎じるのが得意。優しく、子供や動物が好き。圭の事を「イルカさん」と呼ぶ。魔法アイテムはホーリーグレイル。
ミズキ・Jachin・大神（ミズキ・ヤッキン・おおみわ）
声：辻あゆみ
7月25日生まれ。血液型AB型。身長150cm。3サイズはB78、W54、H79。
元気だけが取り柄のトラブルメーカー。善悪の判断が出来ない。精神的に子供っぽくイタズラ好きで、事ある毎に圭にちょっかいをかける。一般家庭に生まれた突然変異の魔法使い。魔法アイテムは夜の女王のマジカルフルート。
片瀬ヒナノ（かたせ ひなの）
声：伊藤静
6月30日生まれ。血液型B型。身長158cm。3サイズはB78、W55、H79。
御神楽圭と同じ地球人。学院に来る前は魔法と無縁な生活を送っていたのに、学院に来てからは希代とも言われるほどの才能を発揮。召喚される以前の記憶があり、圭の事を知っている様な素振りを見せる。真面目で頑固で意地っ張り。占いが好き。趣味はお菓子作り。魔法アイテムはロゼナ・コロナツィオ。
マリィ・Nenem・木ノ下（マリィ・ネネム・きのした）
声：篠原恵美
主人公を含むギバウス寮生の担当の先生。ことりの製造者かつ保護者でもある。伝説的な精霊の魔導師マギ・マーリンの弟子で、精霊のグリモワールを継承した。面倒見が良く、生徒達からの人気が高い。
ネココ
声：野中藍
マシバ屋魔法店の前に捨てられていたネコ耳少女。無口でいつも寂しそうな表情をしている。アキラの事を気に入り「ご主人様」と呼び付きまとう。
オババ
声：佐藤智恵
マシバ屋魔法店を営む、アキラの曾祖母。マリィとは犬猿の仲。
エルナ&レイナ
声：前田沙耶香
久遠に作られた双子のホムンクルス。エルナは青い髪で、レイナは赤い髪。意地悪でモラルがない。
ヨハン・Guigelf・久遠（ヨハン・ギゲルフ・くおん）
声：近藤孝行
学院設立時から在籍する古株生徒。常に仮面をつけている謎の人物。

## スタッフ
- キャラクターデザイン：南野彼方
- アニメーション：J.C.STAFF
- 脚本：小林信行、政本亮、高瀬伸、笠屋徳次郎、秋タカシ
- 音楽：阿保剛
  - オープニングテーマ：光の方へ 〜明日へのJYUMON〜
作詞：riya / 作曲：MANYO(Little Wing) / 歌：riya
  - エンディングテーマ：天空の花
作詞：rino / 作曲：鈴木雅也 / 歌：CooRie

## 関連作品

### 書籍
- ひいろ莎々『マビノ×スタイル』スクウェア・エニックス
  - 月刊ガンガンWINGで連載された漫画。単行本全2巻。

  1. 2005年8月。ISBN 4-7575-1488-3
  2. 2006年4月。ISBN 4-7575-1651-7
- 秋タカシ『記憶の中の未来へ from "マビノ×スタイル"』角川書店〈角川スニーカー文庫〉、2005年7月。ISBN 4-04-471601-3
  - ゲーム本編に残された謎が明かされる小説。
- 『マビノ×スタイル マジカルガイドブック』ジャイブ、2005年6月。ISBN 4-86176-164-6

### CD
- マビノ×スタイル オリジナルサウンドトラック（ランティス / LACA5388）
- マビノ×スタイル マビノキドラマシアター〜謎の魔法カード〜（ランティス / LACA5410）

### ゲーム
- モノクローム (PS2) 2004年8月26日。